# بوب تود (لاعب كرة قاعدة)
بوب تود (بالإنجليزية: Bob Todd)‏ هو لاعب كرة قاعدة أمريكي، ولد في 27 سبتمبر 1948.